# Iván Zarandona
Iván Zarandona (Valladolid, 30 de agosto de 1980) é um futebolista profissional guineense que atua como meia.

## Carreira
Iván Zarandona representou o elenco da Seleção Guinéu-Equatoriana de Futebol no Campeonato Africano das Nações de 2015.